# Third Degree Films
Third Degree Films — загальна назва американських порнографічних кіностудій Zero Tolerance Entertainment (ZT) і Black Ice Films, що базуються в Лос-Анджелесі і випускають гетеросексуальну порнографію в стилі гонзо.

## Історія
Компанія була заснована в 2002 році Джоуї Вілсоном. У 2006 році компанія подала позов проти AdultsAllowed.com, стягнувши понад 15 мільйонів доларів США за шкоду, заподіяну порушенням авторських прав. У 2006 році компанія почала включати бонус іспанською мовою на всіх своїх DVD, намагаючись завоювати все більш важливу іспаномовну аудиторію в США і Латинській Америці. У 2007 році компанія підписала угоду з Hustler TV про надання свого контенту на каналі в Північній і Південній Америці. У 2008 році ZT подала в суд на сайт прокату DVD Movixo Inc., звинувативши у піратстві DVD. Справу було врегульовано у позасудовому порядку за $ 15 млн.
У 2009 році фільм The Cougar Club, знятий режисером Майлзом Лонгом, отримав AVN Awards в номінації «кращий MILF-реліз», встановивши планку для фільмів цього жанру. У 2012 році Nylons 8, знятий також Майлзом Лонгом, виграв AVN Award в категорії Best Foot Fetish/Leg Release.
Також режисером і виконавцем для Third Degree був Пет Майн.

## Акторки
Кортні Каммз працює з ZT за ексклюзивним виконавському контрактом, а також режисує для студії фільми. Каммз була першою дівчиною, яка уклала контракт з ZT.
У 2008 році компанія підписала контракт на шість фільмів з Ембер Лінн.
Алектра Блу вважалася прес-моделлю і «неофіційною контрактною дівчиною» 3rd Degree близько двох років, потім підписала контракт з Wicked Pictures. Також вона зробила для 3rd Degree інтерактивний секс-DVD під назвою Total Interactive Control Of Alektra, для якого її тодішній чоловік (Пет Майн) виступив одним з режисерів.

## Нагороди
- 2009 AVN Awards — Best MILF Release (The Cougar Club)[7]
- 2010 AVN Awards — Best Solo Release (All Alone 4)[15]
- 2012 AVN Awards — Best Foot Fetish/Leg Release (Nylons 8)